# Distrito de Higashisonogi (Nagasaki)
Higashisonogi (東彼杵郡 Higashisonogi-gun?) es un distrito ubicado en la parte central de la prefectura de Nagasaki, al oeste de Japón.

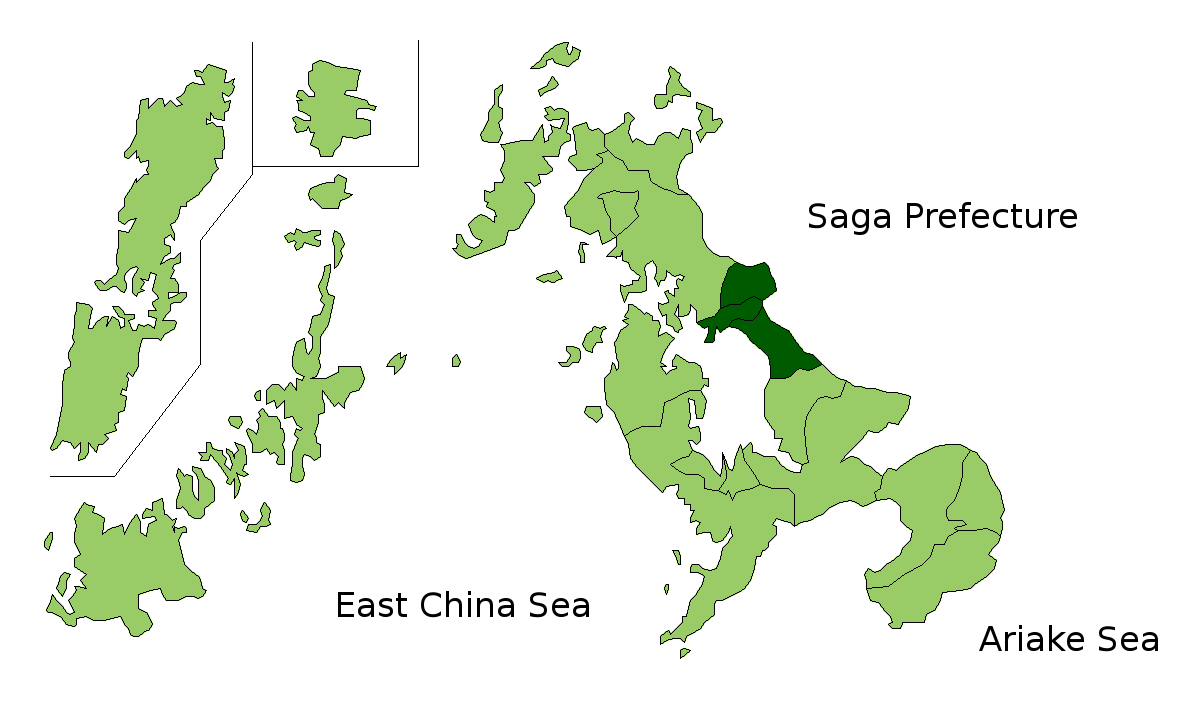
Ubicación del distrito de Higashisonogi en la prefectura de Nagasaki.

Hacia 1 de enero de 2009, se estimó una población de 39.012 habitantes y una densidad de población de 233 personas por km². El área total es de 167,47 km².

## Pueblos
- Hasami
- Higashisonogi
- Kawatana

- Datos: Q1156370